# Turbo (cseh együttes)
A Turbo egy cseh rockegyüttes, amely 1981-ben alakult. Legismertebb dalaik: „Hráč“, „Chtěl jsem mít“, „Je to jízda“, „Krásným dívkám“, „Přestáváš snít“, „Láska z pasáží“.

## Tagok

### Jelenlegi felállás
- Mirek Chrástka
- Martin Laul
- Jirka Lang
- Petr „Bob“ Šťastný

### Korábbi tagok
- Richard Kybic
- Jiří Vondráček
- Martin Laul
- Jiří "Bavr" Lokajíček
- Jaroslav Želínský
- Miloslav Orcígr

## Diszkográfia

### Nagylemezek
- Turbo (1984)
- Heavy Waters (1985)
- To bude pánové jízda (1985)
- Hráč (1987)
- Turbo 88 (1988)
- Parta (1989)
- Jsou stále v nás (2001)
- Návrat králů (2005)

### Kislemezek
- Sedm dni / Divka s modryma ocima (1981)
- Tak co čekáš / Takhle se k výškám jde (1982)
- Přestáváš snít / Amore, při mě stůj (1982)
- Další ráno / Měsíc (1983)
- Díky, já jdu dál / Růžový kavalír (1983)
- Chtěl jsem mít / Tak jsem byl zase jednou druhej (1985)
- Hráč / Komu se nelení (1987)
- Vodopád prázdných slov / Navždy "Goodbye" (1988)
- Láska z pasáží / Sáro (1989)
- Kdo z nás je vinný / Andrománie (1989)

## Külső hivatkozások
- A Turbo együttes hivatalos honlapja